# 박춘희
박춘희(朴椿姬, 1954년 10월 15일 부산~)은 대한민국 변호사 출신 정치인이다. 민선5·6기 서울 송파구청장이다.

## 학력
- 도산국민학교 졸업
- 부산여자중학교 졸업
- 경남여자고등학교 졸업
- 부산대학교 의류학과 학사
- 부산대학교 행정대학원 석사
- 건국대학교 대학원 행정학 박사

## 경력
- 2002: 제44회 사법시험 합격(사법연수원 34기 수료)
- 2003.03~2005.01: 사법연수원 자치회장
- 2004~2005: 초당대학교 겸임교수
- 2007: 제17대 대통령 선거 한나라당 이명박 대통령 후보 법조지원단 부위원장
- 2007.01~2010.06: 대한변호사협회 노인법률지원위원회 위원
- 2007.09~2010.05: 바른선거시민모임 법률자문위원
- 2009.01~2010.06: 서울가정법원 가사조정위원회 위원
- 2010.01~2010.06: 서울특별시 지방세심의위원회 위원
- 서울특별시 기부 심사위원
- 2010.04: 한나라당 클린공천감시단 위원
- 2010.07~2014.06: 제11대 서울특별시 송파구청장(민선 5기, 한나라당→새누리당, 초선)
- 2014.07~2018.06: 제12대 서울특별시 송파구청장(민선 6기, 새누리당→자유한국당, 재선)
- 2018.09~: 법무법인 두우 구성원변호사
- 2019.04: 남녀동수포럼 공동대표
- 2019.12~2020.02: 제21대 국회의원 선거 서울 송파구 갑 자유한국당 국회의원 예비후보
- 2020.02~2020.03: 제21대 국회의원 선거 서울 송파구 갑 미래통합당 국회의원 예비후보
- 2021.01~2021.04: 2021년 재보궐선거 국민의힘 나경원 서울특별시장 예비후보 캠프 민생본부장
- 2021.12~2022.01: 제20대 대통령 선거 국민의힘 살리는 선거대책위원회 직능총괄본부 중앙위원회 특별지원단 여성단체소통단장
- 2022.01: 앞서가는시민들의모임 공동의장 및 발기인
- 2024.02~2024.03: 제22대 국회의원 선거 서울 송파구 병 국민의힘 국회의원 예비후보
- 2024.11~: 수도권매립지관리공사 상임감사

## 역대 선거 결과
|  | 48.49% |

|  | 53.62% |

|  | 37.39% |